# Piet Reimer
Petrus Johannes (Piet) Reimer (Amsterdam, 16 januari 1914 – aldaar, 11 maart 2003) was een Nederlands classicus.

## Loopbaan
Na het bezoeken van het Barlaeus Gymnasium in Amsterdam volgde hij een studie in de klassieke talen van 1932 tot 1937 aan de Universiteit van Amsterdam.

## Tweede Wereldoorlog
Zo rond mei 1940 was hij op een studiereis in Griekenland toen de oorlog met Duitsland uitbrak. Hij besloot toen om naar het toenmalige Nederlands-Indië uit te wijken. Na een omslachtige reis arriveerde hij op Java. In Jogjakarta kreeg Reimer een aanstelling als leraar klassieke talen aan de Algemene Middelbare School. Toen de vijandelijkheden met Japan uitbraken, werd hij in de zomer van 1941 ingelijfd in het Koninklijk Nederlandsch-Indisch Leger (KNIL) en kreeg daar een opleiding voor reserveofficier. De opleiding was nog niet voltooid toen de Japanners na de bezetting van Java alle manschappen van het KNIL in krijgsgevangenschap namen. Vele krijgsgevangenen, onder wie Reimer, werden begin 1943 naar Thailand en later Birma overgebracht om daar te werken aan de beruchte Birmaspoorlijn. Na een verschrikkelijke periode bij de aanleg van die spoorweg keerde hij een jaar na de capitulatie van Japan terug op Java. Daar aangekomen moest Reimer zijn militaire dienstplicht voortzetten als reserve-officier bij de NEFIS, de inlichtingendienst van het KNIL. Over bovengenoemde periode heeft hij in 1947 een zeer uitvoerig verslag gemaakt onder de titel Rijst en Bamboe - Een relaas van Indische dienst en Japanse krijgsgevangenschap voor familieleden en insiders.

## Naoorlogse loopbaan
Pas in 1948 kon hij gedemobiliseerd worden en met zijn vrouw en zoon terugkeren naar Nederland. Daar werd hij in hetzelfde jaar leraar oude talen aan het Vossius Gymnasium en twee jaar later aan het Barlaeus Gymnasium in Amsterdam. Intussen werkte hij aan zijn proefschrift. Hij promoveerde op 31 maart 1953 in de Aula van de Universiteit van Amsterdam als doctor in de letteren en wijsbegeerte met zijn dissertatie: Zeven tegen Thebe, praehelleense elementen in de Helleense traditie. In 1959 werd dr. Reimer benoemd tot conrector en in 1968 tot rector van het Cartesius Lyceum in Amsterdam. Hij was tevens als docent Oude Geschiedenis verbonden aan de M.O.-opleidingen van het Nutsseminarium voor Pedagogiek. Hij is auteur van een handboek voor de antieke cultuur en van een aantal artikelen en een reeks cultuur-historische opstellen. 
Naast zijn werk als schoolleider is hij vele jaren actief geweest als voorzitter van het Genootschap van leraren en aansluitend van de Centrale van Hogere ambtenaren. Hij heeft het Genootschap van leraren van een beroepsvereniging weten om te vormen tot een lerarenvakbond.